# Aigondigné
Aigondigné ist eine französische Gemeinde mit 4.685 Einwohnern (Stand: 1. Januar 2022) im Département Deux-Sèvres in der Region Nouvelle-Aquitaine. Sie gehört zum Arrondissement Niort und zum Kanton Celles-sur-Belle.
Sie entstand als Commune nouvelle mit Wirkung vom 1. Januar 2019 durch die Zusammenlegung der bisherigen Commune nouvelle Mougon-Thorigné mit den früheren Gemeinden Aigonnay und Sainte-Blandine, die in der neuen Gemeinde den Status einer Commune déléguée haben. Auch die Communes déléguées Mougon und Thorigné der aufgelösten Gemeinde Mougon-Thorigné behalten diesen Status in der neuen Gemeinde. Der Verwaltungssitz befindet sich im Ort Mougon.

## Gliederung
| Ortsteil                 | ehemaliger INSEE-Code | Fläche (km²) | Einwohnerzahl zum 1. Januar 2022 |
| ------------------------ | --------------------- | ------------ | -------------------------------- |
| Mougon (Verwaltungssitz) | 79185                 | 21,29        | 2.152                            |
| Aigonnay                 | 79004                 | 14,05        | .0627                            |
| Sainte-Blandine          | 79240                 | 16,27        | .0692                            |
| Thorigné                 | 79327                 | 18,26        | 1.214                            |

## Geographie
Die Gemeinde liegt rund 15 Kilometer östlich von Niort. Sie wird vom Flüsschen Lambon durchquert. Nachbargemeinden sind: Sainte-Néomaye und Romans im Norden, Prailles im Nordosten, Beaussais-Vitré im Osten, Celles-sur-Belle im Südosten, Saint-Médard im Süden, Brûlain im Südwesten, Prahecq im Westen, sowie Vouillé und Fressines im Nordwesten.